# テレイグジスタンス
テレイグジスタンス（英語: telexistence、遠隔存在）とは、自分が現在居る場所以外の実空間・バーチャル空間に実質的に存在し、五感と身体性を保持したまま行動できる状態を実現する技術体系である。視覚・聴覚・触覚・力覚など複数の感覚をリアルタイムに双方向伝送し、遠隔アバターロボット（サロゲート）を自分の身体として知覚しながら操作できる点が特徴である。
テレイグジスタンスは、バーチャルリアリティと同様に「三次元の空間性」「実時間の相互作用性」「自己投射性」の3要素を具備したシステムであり、従って、単なる視聴覚の伝送に留まらず、触覚・力覚などを含む多感覚フィードバックによる臨場感と身体性を再現した高い操作性を重視する点で、一般的なテレプレゼンス（Telepresence）とは区別される。

## 概要
テレイグジスタンスという用語は「遠隔（tele-）」と「存在（existence）」を組み合わせた造語であり、舘暲東大名誉教授によって1980年に着想され、1984年に国際学術誌に論文が採録されている。実際には、複数の知能ロボットを群として管理制御し、必要に応じて各知能ロボットのセンサ情報をオペレータが受けながら、そのロボットを自分の分身のように制御することにより、遠隔におけるタスクを実行する遠隔操作システムの形式をとる。作業する対象がバーチャルな世界であるようなテレイグジスタンスや、バーチャル世界を介して実世界に働きかけりするテレイグジスタンスも実現されている。

## 技術
テレイグジスタンスは単なる遠隔操作（リモートコントロール）技術ではなく、使用者がその場に実在しているかのような臨場感と身体性を再現することを目指している。そのため、ユーザー側の「主観系」 (入力装置・視覚・聴覚・触覚など) と、ロボット側の「客観系」 (アクチュエーター・センサ) に加え、それらをリアルタイムで接続する「通信系」の三要素から構成される。また、バーチャルリアリティがバーチャル空間への没入を目的とするのに対し、テレイグジスタンスは現実の別地点における存在の再構成を可能とする点で異なる技術体系である。高齢者支援、医療、教育、観光、宇宙探査など多様な分野への応用が期待されている。
この技術を応用し、人間が行く事が困難な場所での危険作業が出来るものとして期待されている。さらには火星、金星開発も人間が直接行って開発するのではなく、地球にいながらテレイグジスタンスの技術を使って開発する事が可能であると考えられている。
2017年に舘暲東大名誉教授（会長）、元三菱商事の富岡仁（代表取締役CEO）、元ソニーの佐野元紀（取締役CTO）らによりテレイグジスタンス株式会社（Telexistence inc.）が設立され、戦略投資家としてKDDI、Global Brain、国立開発研究法人 科学技術振興機構がシード投資を実行した。2018年にはAirbus Venturesがリード投資家となり数十億円規模のシリーズAを完了させた。
テレイグジスタンスという用語と技術は、1990年代以降、IEEEなどの国際標準化団体や学会で広く認知されており、現在では人間拡張 (Human Augmentation) や身体性メディアの先駆的分野としても位置付けられている。